# Principauté de Neisse
1290–1850
Entités précédentes :
- Duché de Silésie

Entités suivantes :
- Royaume de Prusse
 Silésie autrichienne

La principauté de Neisse (également Duché de Neisse ; Principauté de Neisse-Grottkau ; Terre diocésaine de Neisse-Ottmachau ; latin : Territorium Nisense ou Nysensis provincia) est un territoire des évêques de Breslau. En tant que principauté indépendante dans laquelle les évêques exercent à la fois le pouvoir spirituel et séculier, elle existe de 1290 jusqu'à la sécularisation en 1810. De 1342 jusqu'à l'annexion prussienne de la plus grande partie de la Silésie en 1742, c'est un fief de la couronne de Bohême. Cependant, comme les autres duchés silésiens (de), il n'est que moyennement impérial, ce qui signifie que l'évêque et les ducs n'ont pas de statut impérial et donc ni de siège ni de vote à la Diète d'Empire.
La principauté de Neisse comprend environ un dixième du diocèse de Breslau et est située à sa limite sud, à environ 90 kilomètres de Breslau. Elle se compose d'un territoire contigu autour des villes de Neisse, Ottmachau, Patschkau, Ziegenhals, Weidenau, Freiwaldau et est élargie en 1344 à Grottkau,. Le lieu de résidence est la ville épiscopale de Neisse.

## Histoire

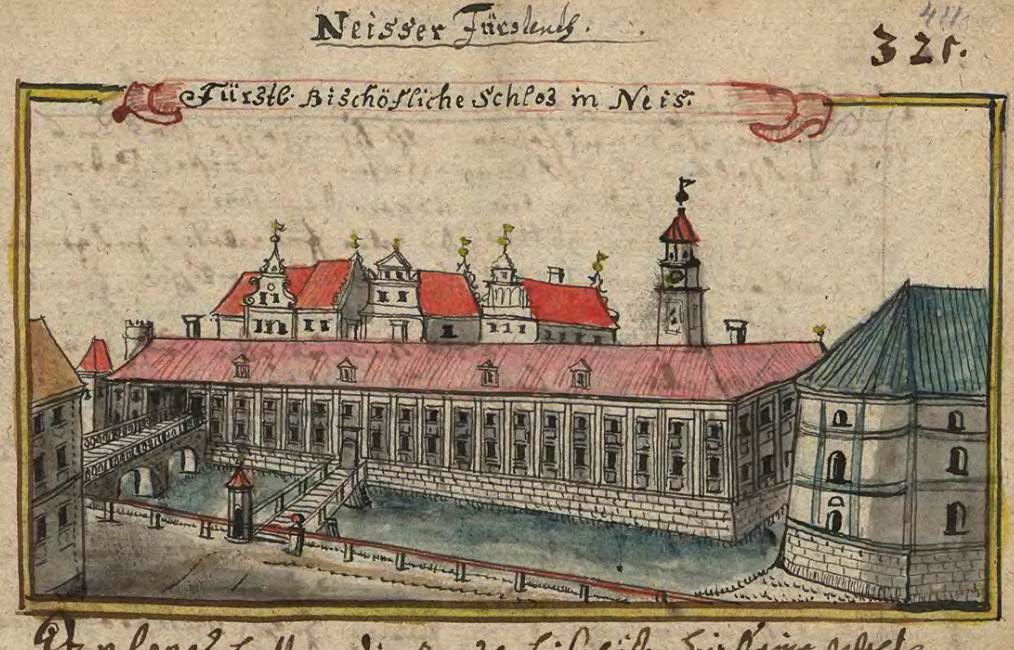
Palais princier de Neisse, scène de 1769 de la rencontre de Frédéric II avec l'empereur Joseph II. ; Représentation du XVIIIe siècle

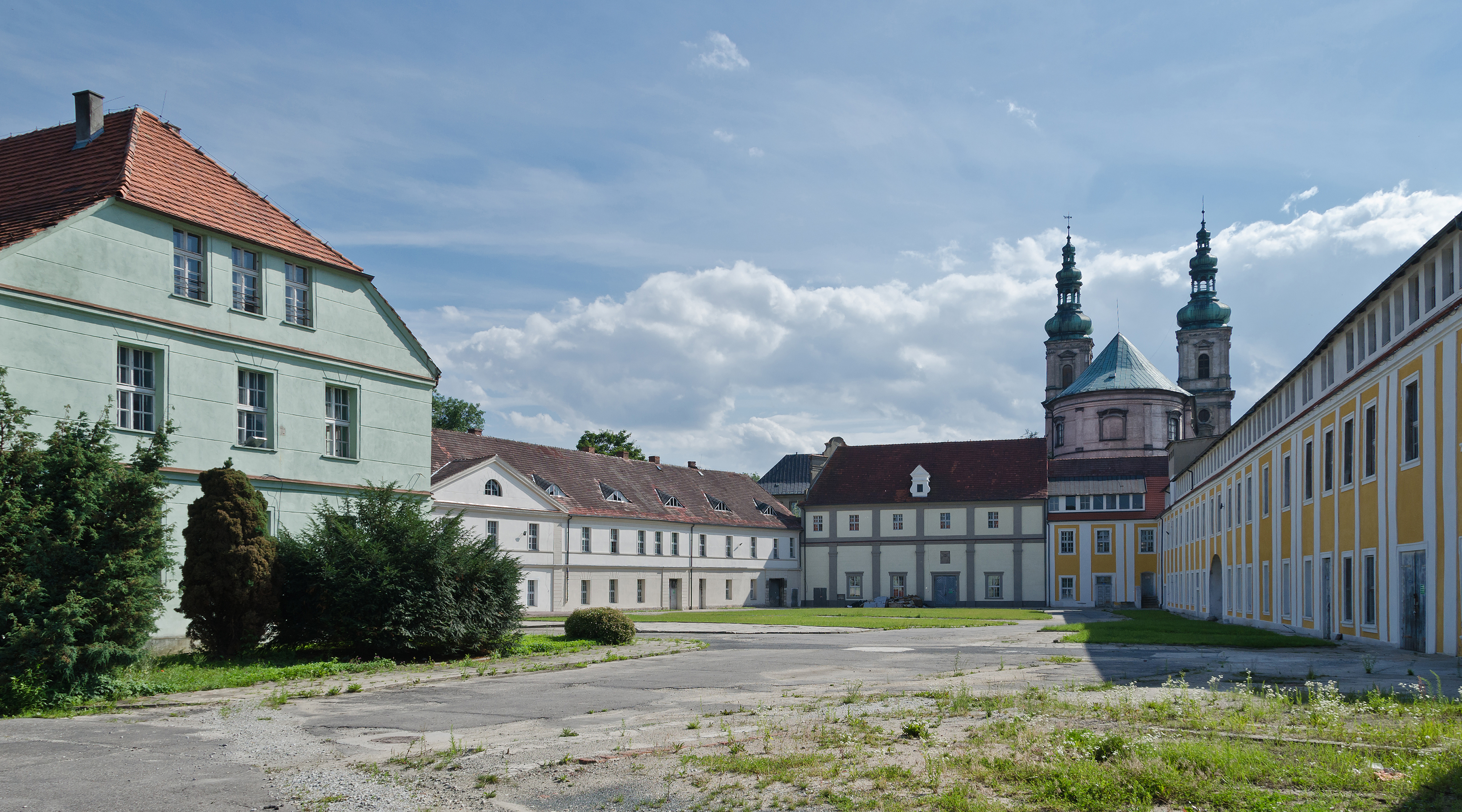
Le Palais princier aujourd'hui

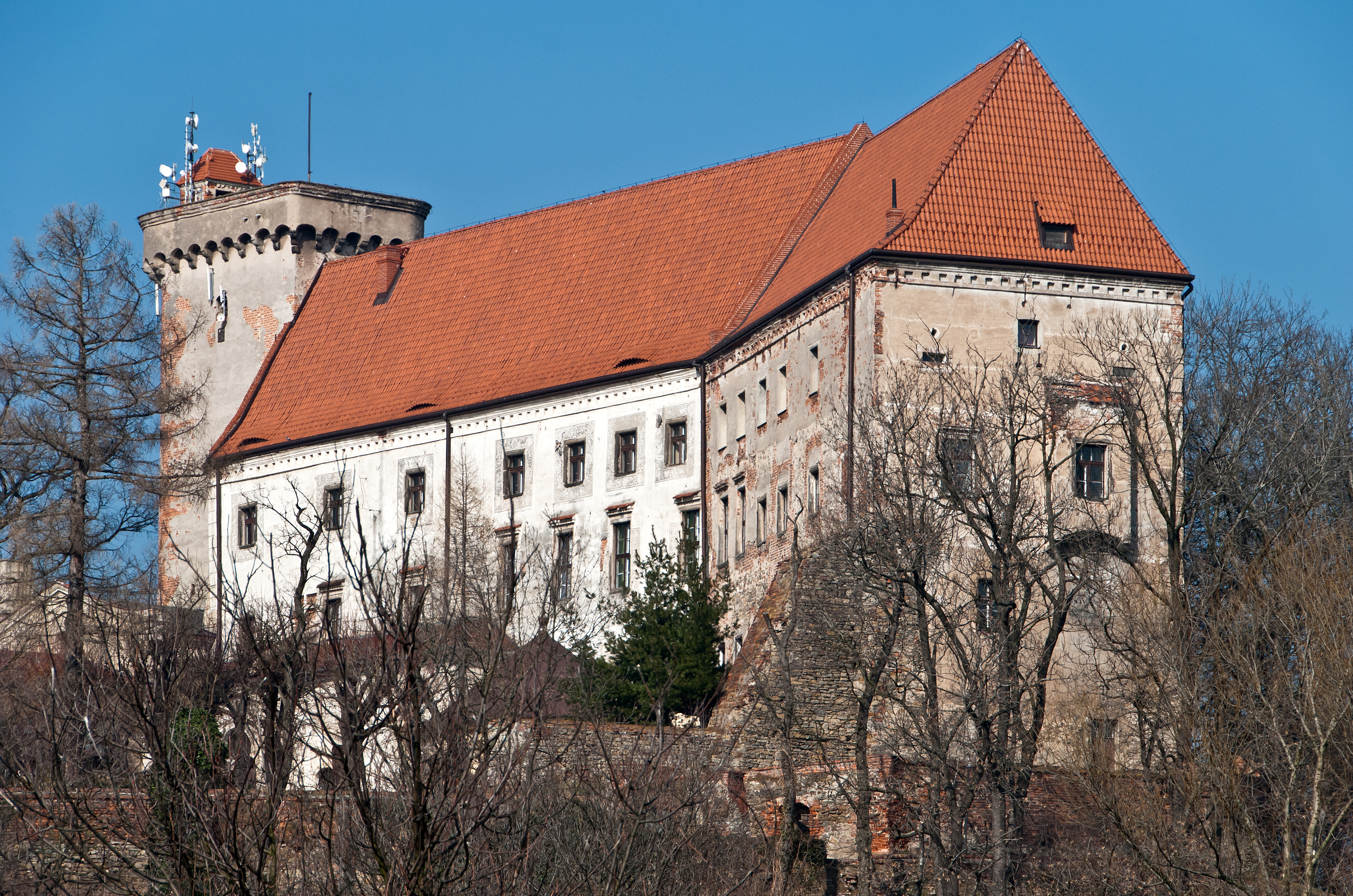

La principauté de Neisse est née sur le territoire de l'ancien château d'Ottmachau, qui est probablement attribué dès le début aux évêques de Breslau comme alleu. Le castellanium, qui est une circonscription administrative silésienne à la frontière avec la Bohême, comprend également le château d'Ottmachau (de) avec ses dépendances (« Castellum Otomochov cum pertinentiis »). Le château est documenté comme domaine épiscopal en 1155, lorsque l'évêque Wauthier place les châteaux appartenant au diocèse de Breslau sous la protection du pape Adrien IV. Cependant, comme les ducs continuent à exercer leur souveraineté sur la région, les évêques n'ont initialement aucune responsabilité constitutionnelle.
Après la division du duché de Silésie en 1248/51, le pays de Neisse-Ottmachau tombe indivis au profit du duché de Breslau. Après la mort de l'évêque Thomas Ier (de) en 1268, son successeur Ladislas est également duc de Breslau. Sous l'évêque Thomas II, originaire de la région de Neisse, il y a des années de conflits d'immunité avec le duc Henri IV de Breslau. Les raisons en sont des droits de propriété peu clairs sur certains villages fondés ou mis en œuvre par les évêques dans la forêt frontalière (de) selon la loi impériale, ainsi que le paiement des dîmes. Le conflit ecclésiastique est réglé en 1276 avec la participation de l'évêque d'Olomouc Bruno de Schaumbourg, mais reprend en 1282. Le 10 août 1282, le légat papal Philippe de Fermo rend une sentence arbitrale à Lindewiese, avec laquelle le duc Henri IV est censé rembourser au diocèse les dommages causés par lui, son père et son oncle Ladislas, ainsi que les biens de l'église. Le duc revendique alors les villages construits sans l'autorisation du souverain. Lorsqu'un tribunal de barons décide bientôt que les 65 villages nommément désignés appartenaient au duc parce qu'ils servent à sécuriser les frontières du pays, le duc Henri occupe ces villages en 1284 et réclame pour lui-même leurs impôts et leurs revenus. Il est alors banni par l'évêque. Une réconciliation entre le duc et l'évêque n'a lieu que le 11 janvier 1288 à Breslau. Peu avant sa mort, le 23 juin 1290, Henri IV confirme les biens et possessions du diocèse et accorde à l'évêque le privilège de souveraineté sur les régions de Neisse et d'Ottmachau. En conséquence, les possessions épiscopales dans cette zone ne sont plus soumises au pouvoir séculier. Cependant, la souveraineté d'État est limitée dans la mesure où le duc se réserve l'obligation des habitants d'effectuer le service militaire et le droit d'occuper les châteaux épiscopaux en cas de défense. Cependant, des objections à la souveraineté épiscopale sont soulevées par le duc Bolko Ier de Schweidnitz, décédé en 1301, et le duc Bolko II de Münsterberg, qui ne renonce à ses prétentions qu'en 1333.
Lorsque la souveraineté est transférée aux évêques, le castellanium d'Ottmachau perd sa suprématie dans le diocèse. La résidence des évêques de Breslau devient désormais Neisse, qui est également le tribunal supérieur des colonies allemandes du diocèse. Le duché de Silésie ayant été morcelé en 17 duchés partiels à la suite de partages successoraux, l'évêque résidant sur l'île de la cathédrale de Breslau fait partie, avec son évêché de Neisse, des princes les plus riches de Silésie.
Le premier évêque de Breslau à utiliser le titre de prince-évêque est Henri de Wierzbno. L'évêque Preczlaw von Pogarell, en fonction à partir de 1342, penche politiquement vers la Bohême, comme presque tous les ducs de Silésie avant lui. Dès 1342, il transfère sa principauté épiscopale en fief au roi de Bohême Jean de Luxembourg. Par la suite, en 1344, la Silésie est incorporée à la couronne de Bohême et donc indirectement à l'Empire. L'évêque joue également un rôle déterminant dans la conclusion du traité de Namslau (de) en 1348, dans lequel le roi polonais Casimir III reconnaît enfin la suzeraineté de la Bohême sur la Silésie. C'est probablement la raison pour laquelle Preczlaw devient chancelier de la cour du roi romain allemand et bohème Charles IV en 1352. Dès 1344, il a acquis la ville et le faubourg de Grottkau, qu'il regroupe avec ses domaines précédents pour former la « Principauté de Neisse-Grottkau ». Par la suite, les évêques respectifs de Breslau sont intitulés « Prince de Neisse et Duc de Grottkau ».
Vraisemblablement à cause du harcèlement des Hussites, l'évêque Conrad d'Oels transfère en 1432 le contrôle des terres du diocèse (à l'exclusion de Grottkau) au conseil de la ville de Neisse. Après les destructions causées par les guerres hussites, au cours desquelles les villes de Ziegenhals, Weidenau, Ottmachau et Patschkau sont réduites en cendres, le diocèse de Neisse se remet économiquement. La Réforme, qui s'étend dans le diocèse à partir de 1522, est repoussée par les Jésuites à partir de 1622. De 1575 à 1655, le séminaire de Breslau est basé à Neisse. La création d'une université et d'un collège à Neisse, souhaitée par l'évêque archiduc Charles, n'a pas eu lieu en raison de sa mort prématurée. Le diocèse subit également de grandes dévastations pendant la guerre de Trente Ans. En 1729, une nouvelle résidence épiscopale est construite à Neisse sous la direction de l'évêque François-Louis de Palatinat-Neubourg.
Après la première guerre de Silésie, la majeure partie de la Silésie tombe aux mains de la Prusse. La principauté de Neisse doit également être divisée :
- La plus grande partie, y compris les villes de Neisse, Ottmachau, Patschkau et Grottkau, tomba aux mains de la Prusse. En 1810, la partie prussienne est sécularisée, mettant fin au règne des évêques de Breslau sur cette partie. Les abbayes et les monastères sont dissous et une partie des biens de l'église est dilapidée. Après la réorganisation de la Silésie, cette partie, qui appartenait jusqu'alors à la circonscription administrative de Breslau, et donc à la Basse-Silésie, est rattachée à la circonscription administrative de Haute-Silésie d'Oppeln en 1813. Avec lui, elle passe sous administration polonaise après la Seconde Guerre mondiale en 1945.
- Le sud du diocèse et la zone autour de Freiwaldau font toujours partie de la Bohême en 1742 et appartiennent désormais à la Silésie autrichienne. Avec l'abolition de la règle patrimoniale en 1850, les évêques n'exercent plus aucun droit de gouvernement. En 1918, ce territoire tombe aux mains de la Tchécoslovaquie. Il est attribué au Reich allemand en 1938 par le biais des accords de Munich. Depuis la Seconde Guerre mondiale, la région se trouve en Tchécoslovaquie, elle se trouve aujourd'hui en République tchèque. Ce n'est qu'en 1978 que ce territoire est séparé de l'archidiocèse de Wrocław par décret papal et attribué à l'archidiocèse d'Olomouc. En 1996, il est reclassé dans le diocèse nouvellement créé d'Ostrava-Opava (de).